# Camponotus prosulcatus
Camponotus prosulcatus é uma espécie de inseto do gênero Camponotus, pertencente à família Formicidae.